# Medial (categoría)
En matemáticas, la categoría de magmas mediales (véase categoría, magma, medial, objeto (auto) magma para las definiciones), denotado por Med, tiene como objetos conjuntos con una operación binaria medial, y los morfismos dados por los homomorfismos de operaciones (en el sentido del álgebra universal). La categoría Med tiene producto directo, así que el concepto de objeto (auto) magma (operación binaria interna) medial tiene sentido. (Como en cualquier categoría con productos directos). Pero ahora, consecuentemente, Med tiene todos sus objetos como objetos mediales, y esto la caracteriza. 
Hay un funtor de inclusión de Set a Med como magmas triviales, con operaciones: las proyecciones (la derecha, por ejemplo): x T y = y. 
Una propiedad muy importante es que un endomorfismo inyectivo puede ser extendido a un automorfismo de un magma extensión, simplemente el colímite de la sucesión constante del endomorfismo.